# Oscar Chirimini
Óscar Chirimini Rubilar (Montevideo, 28 de marzo de 1917 – Montevideo, 3 de abril de 1961) fue un futbolista uruguayo. 

## Biografía
En su carrera, debutó en River Plate de Uruguay y Peñarol. También defendió a la selección de Uruguay entre 1937 y 1944.

## Selección nacional
Fue internacional con la Selección de Uruguay en 21 ocasiones, marcando 4 goles. Disputó la Copa América en 1937, 1939, 1941 y 1942, siendo campeón en este último, disputado en Uruguay.

### Participaciones enCopa América
| Copa              | Sede      | Resultado  | Partidos | Goles |
| ----------------- | --------- | ---------- | -------- | ----- |
| Copa América 1937 | Argentina | 3° puesto  | 2        | 0     |
| Copa América 1939 | Perú      | Subcampeón | 2        | 1     |
| Copa América 1941 | Chile     | Subcampeón | 4        | 1     |
| Copa América 1942 | Uruguay   | Campeón    | 4        | 1     |

## Clubes
| Equipo      | País    | Temporadas  |
| ----------- | ------- | ----------- |
| River Plate | Uruguay | 1937 - 1942 |
| Peñarol     | Uruguay | 1942 - 1947 |

## Palmarés

### Campeonatos nacionales
| Título              | Equipo  | País    | Año  |
| ------------------- | ------- | ------- | ---- |
| Torneo Competencia  | Peñarol | Uruguay | 1943 |
| Torneo de Honor     | Peñarol | Uruguay | 1944 |
| Campeonato Uruguayo | Peñarol | Uruguay | 1944 |
| Torneo de Honor     | Peñarol | Uruguay | 1945 |
| Campeonato Uruguayo | Peñarol | Uruguay | 1945 |
| Torneo Competencia  | Peñarol | Uruguay | 1946 |
| Torneo Competencia  | Peñarol | Uruguay | 1947 |

### Campeonatos internacionales
| Título                  | Equipo  | Sede    | Año  |
| ----------------------- | ------- | ------- | ---- |
| Campeonato Sudamericano | Uruguay | Uruguay | 1942 |

Otros logros:
- Subcampeón de la Copa Aldao 1945 con Peñarol.